# Fissidens le-testui
Fissidens le-testui är en bladmossart som beskrevs av Potier de la Varde 1927. Fissidens le-testui ingår i släktet fickmossor, och familjen Fissidentaceae. Inga underarter finns listade i Catalogue of Life.